# Lijst van oudhistorici
In deze lijst worden oudhistorici opgenomen, die op dit vakgebied zijn gedoctoreerd, als auteurs bijzonder relevant zijn of andere beduidende bijdragen aan de oude geschiedenis hebben. Daar de oude geschiedenis in de 19e eeuw uit de klassieke filologie is ontstaan, zijn er ook verschillende classici, die zich op het gebied van de oude geschiedenis hebben doen voorstaan. Vooral in de Angelsaksische wereld is de grens tussen klassieke filologie en oude geschiedenis tot op heden zeer dun. Nauwe banden zijn er ook met de klassieke archeologie en verscheidene hulpwetenschappen en aanverwante disciplines zoals numismatiek, epigrafie, papyrologie, Byzanistiek, provinciaal-Romeinse archeologie, filosofie-, godsdienst- en rechtsgeschiedenis.

## A
- Frank E. Adcock (Brit, 1886−1968)
- Heribert Aigner (Oostenrijker, * 1943)
- Andreas Alföldi (Hongaar, 1895–1981)
- Géza Alföldy (Hongaar, * 1935)
- Franz Altheim (Duitser, 1891−1976)
- Ruth Altheim-Stiehl (Duitse, * 1926)
- Walter Ameling (Duitser, * 1958)
- Carmine Ampolo (Italiaan, * 1947)
- Gert Audring (Duitser, * 1944)
- Frank Martin Ausbüttel (Duitser, * 1955)

## B
- Ernst Badian (Nieuw-Zeelandse-Brits-Amerikaanse Oostenrijker, 1925-2011)
- Roger S. Bagnall (Amerikaan, * 1947)
- John Percy Vyvian Dacre Balsdon (Brit, 1901–1977)
- Ernst Baltrusch (Duitser, * 1956)
- Pedro Barceló (Duitse Spanjaard, * 1950)
- Ralf Behrwald (Duitser, * 1967)
- Heinz Bellen (Duitser, 1927–2002)
- Karl Julius Beloch (Duitser, 1854–1929)
- Hermann Bengtson (Duitser, 1909–1989)
- Monika Bernett (Duitse, * 1955)
- Rainer Bernhardt (Duitser, * 1942)
- Frank Bernstein (Duitser, * 1964)
- Helmut Berve (Duitser, 1896–1979)
- Reinhold Bichler (Oostenrijker, * 1947)
- Elias Bickermann (Moldaviër, 1897–1981)
- Anthony R. Birley (Brit, * 1937)
- Bruno Bleckmann (Duitser, * 1962)
- Jochen Bleicken (Duitser, 1926–2005)
- Herbert Bloch (Duitse Amerikaan, 1911–2006)
- Wolfgang Blösel (Duitser, * 1969)
- Philipp August Böckh (Duitser, 1785–1867)
- Gabriele Bockisch (Duitse, * 1936)
- John Bodel (Amerikaan)
- Eugen Bormann (Duitser, 1842–1917)
- Clemens Bosch, ook Clemens Emin Bosch, (Duitser, 1899–1955)
- Helga Botermann (Duitse, * 1938)
- Alan K. Bowman (Brit, * 1944)
- Hartwin Brandt (Duitser, * 1959)
- Horst Braunert (Duitser, 1922–1976)
- Pierre Briant (Fransman, * 1940)
- Klaus Bringmann (Duitser, * 1935)
- Kai Brodersen (Duitser, * 1958)
- Thomas Robert Shannon Broughton (Canadees, 1900–1993)
- Peter Brown (Ier, * 1935)
- Peter Brunt (Brit, 1917–2005)
- Edmund Buchner (Duitser, 1923–2011)
- Leonhard Burckhardt (Zwitser, * 1953)
- Viktor Burr (Duitser, 1906–1975)
- Georg Busolt (Duitser, 1850–1920)

## C
- Horst Callies (Duitser, * 1934)
- Alan Cameron (Brit, * 1938)
- Averil Cameron (Britse, * 1940)
- Jérôme Carcopino (Fransman, 1881–1970)
- Helmut Castritius (Duitser, * 1941)
- Friedrich Cauer (Duitser, 1863–1932)
- Mortimer Chambers (Amerikaan, * 1927)
- Angelos Chaniotis (Griek, * 1959)
- Heinrich Chantraine (Duitser, 1929–2002)
- Karl Christ (Duitser, * 1923)
- Conrad Cichorius (Duitser, 1863–1932)
- Manfred Clauss (Duitser, * 1945)
- Justus Cobet (Duitser, * 1939)
- Filippo Coarelli (Italiaan, * 1936)
- John H. Collins (Amerikaan, 1902–1981)
- Thomas Corsten (Duitser, *1961)
- Michael Crawford (Brit, * 1939)
- Franz Valéry Marie Cumont (Belg, 1868–1947)
- Ernst Curtius (Duitser, 1814–1896)

## D
- Werner Dahlheim (Duitser, * 1938)
- Hellfried Dahlmann (Duitser, 1905–1988)
- James N. Davidson (Brit, * 1964)
- John Kenyon Davies (Brit)
- Jürgen Deininger (Duitser, * 1937)
- Marieluise Deißmann-Merten (Duitser, 1935–2011)
- Alexander Demandt (Duitser, * 1937)
- Hermann Dessau (Duitser, 1856–1931)
- Maria H. Dettenhofer (Duitse, * 1960)
- Hans-Joachim Diesner (Duitser, 1922–1994)
- Horst Dieter (Duitser, * 1930)
- Karlheinz Dietz (Duitser, * 1947)
- Gerhard Dobesch (Oostenrijker, * 1939)
- Alfred von Domaszewski (Hongaar, 1856–1925)
- Kenneth Dover (Brit, * 1920)
- Martin Dreher (Duitser, * 1953)
- Hans-Joachim Drexhage (Duitser, * 1948)
- Boris Dreyer (Duitser, * 1967)
- Johann Gustav Droysen (Duitser, 1808–1884)

## E
- Werner Eck (Duitser, * 1939)
- Walter Eder (Duitser, * 1941)
- Rudolf Egger (Oostenrijker, 1882–1969)
- Victor Ehrenberg (Duitser/Brit, 1891–1976)
- Norbert Ehrhardt (Duitser, * 1953)
- Karl-Ludwig Elvers (Duitser, * 1962)
- David Engels (Belg, * 1979)
- Johannes Engels (Duitser, * 1959)
- Alexander Enmann (Duitse Baltiër, 1856–1903)
- Wilhelm Enßlin (Duitser, 1885–1965)
- Elisabeth Erdmann (Duitse, * 1942)
- Robert Malcolm Errington (* 1939)
- Stefan Esders (Duitser, * 1963)
- Robert Étienne (Fransman, * 1921)
- Christoph Eucken (Duitse Zwitser, * 1939)

## F
- Ernst Fabricius (Duitser, 1857–1942)
- Georg Fabricius (Duitser, 1516–1571)
- Volker Fadinger (Duitser, * 1941)
- Ulrich Fellmeth (Duitser, * 1954)
- Aldo Ferrabino (Italiaan)
- Guglielmo Ferrero (Italiaan, 1871–1943)
- Moses I. Finley (Amerikaan, 1912–1986)
- Dieter Flach (Duitser, * 1939)
- Egon Flaig (Duitser, * 1949)
- Alexandar Fol (Bulgaar, 1933–2006)
- Robin Lane Fox (Brit, * 1946)
- Peter Robert Franke (Duitser, * 1926)
- Peter Frei (Zwitser, 1925–2010)
- Klaus Freitag (Duitser, * 1964)
- Nicolas Fréret (Fransman, 1688–1749)
- Ludwig Friedländer (Duitser, 1824–1909)
- Alexander Fuks (Israëliër, 1917-1978)
- Bernd Funck (Duitser, 1945–1996)
- Peter Funke (Duitser, * 1950)
- Numa Denis Fustel de Coulanges (Fransman, 1830–1889)

## G
- Emilio Gabba (Italiaan, * 1927)
- Hartmut Galsterer (Duitser, * 1939)
- Jane F. Gardner (Amerikaanse)
- Jörg-Dieter Gauger (Duitser, * 1947)
- Hans-Joachim Gehrke (Duitser, * 1945)
- Matthias Gelzer (Zwitser, 1886–1974)
- Klaus Geus (Duitser, * 1962)
- Helga Gesche (Duitse)
- Edward Gibbon (Engelsman, 1737–1794)
- Adalberto Giovannini (Zwitser, * 1940)
- Klaus Martin Girardet (Duitser, * 1940)
- Christian Gizewski (Duitser, * 1941)
- Franz Wilhelm August Göler von Ravensburg (Duitser, 1809–1862)
- Pascal-François-Joseph Gosselin (Fransman, 1751–1830)
- Ulrich Gotter (Duitser, * 1964)
- Gunther Gottlieb (Duitser, * 1935)
- Andreas Graeber (Duitser, * 1952)
- A. John Graham (Brit, 1930–2005)
- Michael Grant (Brit, 1914–2004)
- Herbert Grassl (Oostenrijker)
- Geoffrey B. Greatrex (Canadees, * 1968)
- Miriam Griffin (Britse, * 1935)
- Pierre Grimal (Fransman, 1912–1996)
- Edmund Groag (Oostenrijker, 1873–1945)
- George Grote (Brit, 1794–1871)
- Karl Ludwig Grotefend (Duitser, 1807–1874)
- Erich S. Gruen (Amerikaanse Oostenrijker, * 1935)
- Thomas Grünewald (Duitser, * 1959)
- Fritz Gschnitzer (Oostenrijker, * 1929)
- Friedrich Gundolf (Duitser, 1880–1931)
- Karl Theophil Guichard (Duitser, 1724–1775)
- Hans Georg Gundel (Duitser, 1912–1999)
- Linda-Marie Günther (Duitse, * 1952)
- Rigobert Günther (Duitser, 1928–2000)
- Rosmarie Günther (Duitse, * 1942)

## H
- Wolfgang Haase (Duitser, * 1940)
- Christian Habicht (Duitser, * 1926)
- Raban von Haehling (Duitser, * 1943)
- Rudolf Haensch (Duitser, * 1959)
- Johannes Hahn (Duitser, * 1957)
- Helmut Halfmann (Duitser, * 1950)
- Debra Hamel (Amerikaanse, * 1964)
- Edith Hamilton (Amerikaanse, 1867–1963)
- Franz Hampl (Oostenrijker, 1910–2000)
- Theodora Hantos (Hongaarse, * 1945)
- Gottfried Härtel (Duitser, * 1925)
- Werner Hartke (Duitser, 1907–1993)
- Elke Hartmann (Duitse, * 1969)
- Udo Hartmann (Duitser, * 1970)
- Herbert Heftner (Oostenrijker, * 1962)
- Matthäus Heil (Duitser, * 1960)
- Heinz Heinen (Duitse Belg, * 1941)
- Johannes Heinrichs (Duitser, * 1956)
- Olivier Joram Hekster (Nederlander, * 1974)
- Dieter Hennig (Duitser, * 1940)
- Hans Joachim Herrmann (Duitser, * 1931)
- Peter Herrmann (Duitser, 1927–2002)
- Elisabeth Herrmann-Otto (Duitse, * 1948)
- Gustav Hertzberg (Duitser, 1826–1907)
- Peter Herz (Duitser, * 1948)
- Alfred Heuß (Duitser, 1909–1995)
- Christian Gottlob Heyne (Duitser, 1729−1812)
- François Hinard (Fransman, * 1941)
- Otto Hirschfeld (Duitser, 1843–1922)
- Dietrich Hoffmann (Duitser)
- Wilhelm Hoffmann (Duitser, 1909–1969)
- Peter Högemann (Duitser, * 1941)
- Ernst Hohl (Duitser, 1886−1957)
- Karl-Joachim Hölkeskamp (Duitser, * 1953)
- Adolf Holm (Duitser, 1830–1900)
- Karl Hopf (Duitser, 1832–1873)
- Gerhard Horsmann (Duitser, * 1958)
- Marietta Horster (Duitse, * 1961)
- George W. Houston (Amerikaan)
- Liselot Huchthausen (Duitse, * 1927)
- Ulrich Huttner (Duitser, * 1965)
- Werner Huß (Duitser, * 1936)

## I
- Hans Ulrich Instinsky (Duitser, 1907–1973)
- Johannes Irmscher (Duitser, 1920−2000)
- Benjamin H. Isaac

## J
- Armin Jähne (Duitser, * 1941)
- Martin Jehne (Duitser, * 1955)
- Klaus-Peter Johne (Duitser, * 1941)
- Renate Johne (Duitse, * 1940)
- Arnold Hugh Martin Jones (Brit, 1904–1970)
- Henry Stuart Jones (Brit, 1867–1939)
- Andrea Jördens (Duitse, * 1958)

## K
- Julius Kaerst (Duitser, 1857–1930)
- Donald Kagan (Amerikaan, * 1932)
- Ulrich Kahrstedt (Duitser, 1888–1962)
- Wilhelm Kaltenstadler (Duitser, * 1936)
- Peter Kehne (Duitser)
- Josef Keil (Oostenrijker, 1878–1963)
- Erich Kettenhofen (Duitser, * 1946)
- Dietmar Kienast (Duitser, * 1925)
- Konrad H. Kinzl
- Ernst Kirsten  (Duitser, 1911–1987)
- Theodor Kissel (Duitser, * 1962)
- Elimar Klebs (Duitser, 1852–1918)
- Richard Klein (Duitser, 1934–2006)
- Hilmar Klinkott (Duitser, * 1971)
- Hans Kloft (Duitser, * 1939)
- Peter Kneißl (Duitser, * 1938)
- Ulrich Köhler (Duitser, 1838–1903)
- Jens Köhn (Duitser)
- Hans Peter Kohns (Duitser, 1931–2003)
- Anne Kolb (Duitse, * 1964)
- Frank Kolb (Duitser, * 1945)
- Walther Kolbe (Duitser, 1876–1942 of 1943)
- Ingemar König (Duitser, * 1938)
- Ernst Kornemann (Duitser, 1868–1946)
- Konrad Kraft (Duitser, 1920–1970)
- Jens-Uwe Krause (Duitser, * 1957)
- Heinz Kreißig (Duitser, 1921–1984)
- Wilhelm Kubitschek (Oostenrijker, 1858–1936)
- Barbara Kühnert (Duitse, * 1947)
- Wolfgang Kuhoff (Duitser, * 1951)
- Christiane Kunst (Duitse, * 1963)

## L
- Robin Lane Fox (Brit, * 1946)
- Richard Laqueur (Duitser, 1881–1959)
- Hugh Last (Brit, 1894–1957)
- Siegfried Lauffer (Duitser, 1911–1986)
- Gustav Adolf Lehmann (Duitser, * 1942)
- Carl Ferdinand Friedrich Lehmann-Haupt (Duitser, 1861–1931)
- François Lenormant (Fransman, 1837–1883)
- Francis Alfred Lepper (Brit, 1913–2005)
- Hartmut Leppin (Duitser, * 1963)
- Wolfgang Leschhorn (Duitser, * 1950)
- Barbara Levick (Britse, * 1932)
- Loretana de Libero (Duitse, * 1965)
- Stefan Link (Duitser, * 1961)
- Bernhard Linke (Duitser, * 1961)
- Adolf Lippold (Duitser, 1926–2005)
- Nicole Loraux (Franse, 1943–2003)
- Volker Losemann (Duitser, * 1942)
- Detlef Lotze (Duitser, * 1930)
- John V. Luce (Ier, * 1920)
- Andreas Luther (Duitser, * 1969)

## M
- Franz Georg Maier (Duitser, * 1926)
- Jürgen Malitz (Duitser, * 1947)
- Christian Mann (Duitser, * 1971)
- Karl Joachim Marquardt (Duitser, 1812–1882)
- Jochen Martin (Duitser, * 1936)
- John Robert Martindale (Brit)
- Nikolai A. Maschkin (Rus, 1900–1950)
- Andreas Mehl (Duitser, * 1945)
- Christian Meier (Duitser, * 1929)
- Mischa Meier (Duitser, * 1971)
- Burkhard Meißner (Duitser, * 1959)
- Klaus Meister (Duitser, * 1938)
- Dieter Metzler (Duitser, * 1939)
- Eduard Meyer (Duitser, 1855–1930)
- Ernst Meyer (Duitser, 1898–1975)
- Fergus Millar (Brit, * 1935)
- Peter Franz Mittag (Duitser)
- Joachim Molthagen (Duitser, * 1941)
- Arnaldo Momigliano (Italiaan, 1908–1987)
- Theodor Mommsen (Duitser, 1817–1903)
- Günther Moosbauer (Duitser)
- Jacques Moreau (Belg, 1918–1961)
- Sigrid Mratschek (Duitse, * 1955)
- Karl Otfried Müller (Duitser, 1797–1840)
- Reimar Müller (Duitser, * 1932)
- Friedrich Münzer (Duitser, 1868–1942)
- Oswyn Murray (Brit, * 1937)
- Peter Musiolek (Duitser, * 1927)
- Sir John Linton Myres (Brit, 1869-1954)

## N
- Beat Näf (Zwitser, * 1957)
- Herbert Nesselhauf (Duitser, 1909–1995)
- Barthold Georg Niebuhr (Duitser, 1776–1831)
- Benedikt Niese (Duitser, 1849–1910)
- Wilfried Nippel (Duitser, * 1950)
- Heinrich Nissen (Duitser, 1839–1912)
- Karl Wilhelm Nitzsch (Duitser, 1818–1880)
- Karl Leo Noethlichs (Duitser, * 1943)
- Johannes Nollé (Duitser, * 1953)

## O
- Friedrich Oertel (Duitser, 1884–1975)
- Robert Maxwell Ogilvie (Brit, 1932–1981)
- Eckart Olshausen (Duitser, * 1938)
- Hans Oppermann (Duitser, 1895–1982)
- Wolfgang Orth (Duitser, * 1944)
- Robin Osborne (Brit, * 1957)
- Walter Otto (Duitser, 1878–1941)
- Bernhard Overbeck (Duitser, * 1942)

## P
- Angela Pabst (Duitse, * 1957)
- Bernhard Palme (Oostenrijker, * 1961)
- Theodor Panofka (Duitser, 1800–1858)
- François Paschoud (Fransman)
- Barbara Patzek (Duitse, * 1948)
- Thomas Pekáry (Hongaar, 1929-2010)
- Karl-Ernst Petzold (Duitser, 1918–2003)
- Stefan Pfeiffer (Duitser, * 1974)
- Hans-Georg Pflaum (Fransman, 1902–1979)
- Karen Piepenbrink (Duitse, * 1969)
- Robert von Pöhlmann (Duitser, 1852–1914)
- Sarah B. Pomeroy (Amerikaanse, * 1938)
- Anton von Premerstein (Oostenrijker, 1869–1935)

## Q
- Friedemann Quaß (Duitser, 1941)

## R
- Kurt Raaflaub (Zwitser, * 1941)
- Michel Rambaud
- William Mitchell Ramsay (Brit, 1851–1939)
- Bruno Rappaport (Duitser, 1875–1915)
- Michael Rathmann (Duitser, * 1968)
- Stefan Rebenich (Duitser, * 1961)
- Sitta von Reden (Duitse, * 1962)
- Georg Rehrenböck (Oostenrijker)
- Théodore Reinach (Fransman, 1860–1928)
- Rolf Rilinger (Duitser, 1942–2003)
- Emil Ritterling (Duitser, 1861–1928)
- Louis Robert (Fransman, 1904–1985)
- Dirk Rohmann (Duitser, * 1975)
- Robert Rollinger (Oostenrijker, * 1964)
- Klaus Rosen (Duitser, * 1937)
- Arthur Rosenberg (Duitser, 1889–1943)
- Veit Rosenberger (Duitser, * 1963)
- Michael Rostovtzeff (Rus, 1870–1952)
- Berthold Rubin (Duitser, 1911–1990)
- Hans Rudolph (Duitser, 1907–1980)
- Kai Ruffing (Duitser, * 1967)
- Eberhard Ruschenbusch (Duitser, 1924–2007)

## S
- Zabihollah Safa (Iraniër, 1911–1999)
- Geoffrey de Ste Croix (Brit, 1910–2000)
- Fritz Schachermeyr (Oostenrijker, 1895–1987)
- Arnold Dietrich Schaefer (Duitser, 1819–1883)
- Hans Schaefer (Duitser, 1906–1961)
- Christoph Schäfer (Duitser, * 1961)
- Tanja Scheer (Duitse, * 1964)
- John Scheid (Frans-Luxemburgse afkomst, * 1946)
- Alexander Schenk Graf von Stauffenberg (Duitser, 1905–1964)
- Heinrich Schlange-Schöningen (Duitser, * 1960)
- Jörg A. Schlumberger (Duitser, * 1939)
- Wilhelm Adolf Schmidt (Duitser, 1812–1887)
- Hatto H. Schmitt (Duitser, * 1930)
- Tassilo Schmitt (Duitser, * 1961)
- Walter Schmitthenner (1916–1997)
- Pauline Schmitt Pantel
- Winfried Schmitz (Duitser, * 1958)
- Helmuth Schneider (Duitser, * 1946)
- Valerian von Schoeffer (Duitser, 1864–1900)
- Reinhold Scholl (Duitser, * 1952)
- Georg Schöllgen (Duitser, * 1951)
- Helga Scholten (Duitse, * 1963)
- Peter Scholz (Duitser, * 1952)
- Wilhelm Schubart (Duitser, 1873–1960)
- Charlotte Schubert (Duitse, * 1955)
- Christof Schuler (Duitser, * 1965)
- Wolfgang Schuller (Duitser, * 1935)
- Adolf Schulten (Duitser, 1870–1960)
- Raimund Schulz (Duitser, * 1962)
- Leonhard Schumacher (Duitser, * 1944)
- Monika Schuol (Duitse, * 1964)
- Karl-Heinz Schwarte (Duitser, 1934-200?)
- Albert Schwegler (Duitser, 1819–1857)
- Elmar Schwertheim (Duitser, * 1943)
- Vincent Scramuzza (Amerikaan, 1886–1956)
- Howard Hayes Scullard (Brit, 1903–1983)
- Otto Seeck (Duitser, 1850–1921)
- Angelo Segrè (Italiaan, 1891-1969)
- Markus Sehlmeyer (Duitser, * 1968)
- Jakob Seibert (Duitser, * 1939)
- A. N. Sherwin-White (Brit, 1911–1993)
- Peter Siewert (Duitse Oostenrijker, * 1940)
- Michael Sommer (Duitser, * 1970)
- Holger Sonnabend (Duitser, * 1956)
- Peter Spahn (Duitser, * 1942)
- Michael Alexander Speidel (Zwitser, * 1963)
- Michael P. Speidel (Amerikaan, * 1937)
- Wolfgang Spickermann (Duitser, * 1959)
- Jörg Spielvogel (Duitser, * 1961)
- Michael Stahl (Duitser, * 1948)
- Isolde Stark (Duitse, * 1945)
- Ernst Stein (Duitser, 1891–1945)
- Elke Stein-Hölkeskamp (Duitse, * 1954)
- Ernst von Stern (Duitse Rus, 1859–1924)
- Oliver Stoll (Duitser, * 1964)
- Hermann Strasburger (Duitser, 1909–1985)
- Johannes Straub (Duitser, 1912–1996)
- Karl Strobel (Duitser, * 1954)
- Karl Friedrich Stroheker (Duitser, 1914–1988)
- Johannes Stroux (Duitser, 1886–1954)
- Wassili Wassiljewitsch Struwe (Baltische Rus, 1889–1965)
- Ronald Syme (Nieuw-Zeelander, 1903–1989)
- Joachim Szidat (Duitser, * 1938)

## T
- Fritz Taeger (Duitser, 1894–1960)
- Eugen Täubler (Duitser, 1879–1953)
- Hildegard Temporini-Gräfin Vitzthum (Duitse, 1939–2004)
- Charles Marie Ternes (Luxemburger, 1939–2004)
- Lukas Thommen (Zwitser, * 1958)
- Dieter Timpe (Duitser, * 1931)
- Kurt Tomaschitz (Oostenrijker, * 1961)
- Johannes Toepffer (Duitser, 1860–1895)
- Kai Trampedach (Duitser, * 1962)

## U
- Christoph Ulf (Oostenrijker, * 1949)
- Jürgen von Ungern-Sternberg (Duitser, * 1940)
- Ralf Urban (Duitser, * 1943)
- Percy N. Ure (Brit, 1879–1950)
- Woldemar Graf Uxkull-Gyllenband (Duitser, 1898–1939)

## V
- Jean-Pierre Vernant (Fransman, 1914–2007)
- Paul Veyne (Fransman, * 1930)
- Pierre Vidal-Naquet (Fransman, 1930–2006)
- Friedrich Vittinghoff (Duitser, 1910–1999)
- Joseph Vogt (Duitser, 1895–1986)
- Hans Volkmann (Duitser, 1900–1975)
- Christian August Volquardsen (Duitser, 1840–1917)
- Konrad Vössing (Duitser, * 1959)

## W
- Kurt Wachsmuth (Duitser, 1837–1905)
- Klaus Wachtel (Duitser, * 1937)
- Beate Wagner-Hasel (Duitse, * 1950)
- Frank W. Walbank (Brit, 1909–2008)
- Gerhard Waldherr (Duitser, * 1956)
- Gerold Walser (Zwitser, 1917–2000)
- Uwe Walter (Duitser, * 1962)
- Ekkehard Weber (Oostenrijker, * 1940)
- Gregor Weber (Duitser, * 1961)
- Wilhelm Weber (Duitser, 1882–1948)
- Karl-Wilhelm Weeber (Duitser, * 1950)
- Ingomar Weiler (Oostenrijker, * 1938)
- Peter Weiß (Duitser, * 1943)
- Colin Wells (Brit)
- Liselotte Welskopf-Henrich (Duitse, 1901–1979)
- Karl-Wilhelm Welwei (Duitser, * 1930)
- Robert Werner (Duitser, 1924–2004)
- Gabriele Wesch-Klein (Duitse)
- Michael Whitby (Brit)
- Lothar Wickert (Duitser, 1900–1989)
- Rainer Wiegels (Duitser, * 1940)
- Hans-Ulrich Wiemer (Duitser, * 1961)
- Lothar Wierschowski (Duitser, * 1952)
- Josef Wiesehöfer (Duitser, * 1951)
- Örjan Wikander (Zweed, * 1943)
- Ulrich von Wilamowitz-Moellendorff (Duitser, 1848–1931)
- Ulrich Wilcken (Duitser, 1862–1944)
- Adolf Wilhelm (Oostenrijker, 1864–1950)
- Wolfgang Will (Duitser, * 1948)
- Hugo Willrich (Duitser, 1837–1950)
- Gerhard Winkler (Oostenrijker, * 1935)
- Engelbert Winter (Duitser, * 1959)
- Aloys Winterling (Duitser, * 1956)
- Gerhard Wirth (Duitser, * 1926)
- Christian Witschel (Duitser, * 1966)
- Friedrich August Wolf (Duitser, 1759–1821)
- Hartmut Wolff (Duitser, * 1941)
- Reinhard Wolters (Duitser, * 1958)
- Michael Wörrle (Duitser, * 1939)
- Fritz Rudolf Wüst (Duitser, 1912–1993)

## Y
- Edwin M. Yamauchi (Amerikaan, * 1937)
- Zvi Yavetz (Israëliër, * 1925)

## Z
- Michael Zahrnt (Duitser, * 1940)
- Erich Ziebarth (Duitser, 1868–1944)
- Ruprecht Ziegler (Oostenrijker, * 1945)
- Martin Zimmermann (Duitser, * 1959)
- Klaus Zimmermann (Duitser, * 1964)
- Renate Zoepffel (Duitser, * 1934)

## Referentie
- Dit artikel of een eerdere versie ervan is een (gedeeltelijke) vertaling van het artikel Liste_bekannter_Althistoriker op de Duitstalige Wikipedia, dat onder de licentie Creative Commons Naamsvermelding/Gelijk delen valt. Zie de bewerkingsgeschiedenis aldaar.